# 21e cérémonie des Lumières
 (décembre 2021).
La 21e cérémonie des Lumières de la presse internationale, organisée par l'Académie des Lumières, s'est déroulée le 8 février 2016 à l'Espace Pierre Cardin à Paris. 
Deux prix font leur apparition lors de cette cérémonie, le Lumière de la meilleure musique et le Lumière du meilleur documentaire.

## Palmarès

### Meilleur film
- Mustang de Deniz Gamze Ergüven
  - La Belle Saison de Catherine Corsini
  - Dheepan de Jacques Audiard
  - L'Hermine de Christian Vincent
  - Marguerite de Xavier Giannoli
  - Trois souvenirs de ma jeunesse de Arnaud Desplechin

### Meilleur réalisateur
- Arnaud Desplechin pour Trois souvenirs de ma jeunesse
  - Jacques Audiard pour Dheepan
  - Catherine Corsini pour La Belle Saison
  - Philippe Garrel pour L'Ombre des femmes
  - Xavier Giannoli pour Marguerite
  - Maïwenn pour Mon roi

### Meilleur acteur
- Vincent Lindon pour le rôle de Thierry dans La Loi du marché et celui de Joseph dans Journal d'une femme de chambre
  - Gérard Depardieu pour le rôle de Gérard dans Valley of Love
  - André Dussollier pour le rôle de Jean dans 21 nuits avec Pattie
  - Fabrice Luchini pour le rôle de Michel Racine dans L'Hermine
  - Vincent Macaigne pour le rôle de Clément dans Les Deux Amis
  - Jérémie Rénier pour le rôle de Antares Bonnassieu dans Ni le ciel ni la terre

### Meilleure actrice
- Catherine Frot pour le rôle de Marguerite Dumont dans Marguerite
  - Emmanuelle Bercot pour le rôle de Tony dans Mon roi
  - Clotilde Courau pour le rôle de Manon dans L'Ombre des femmes
  - Izïa Higelin pour le rôle de Delphine dans La Belle Saison
  - Isabelle Huppert pour le rôle de Isabelle dans Valley of Love
  - Elsa Zylberstein pour le rôle de Anna Hamon dans Un plus une

### Meilleur espoir masculin
- Rod Paradot dans La Tête haute
  - Stany Coppet dans La Vie pure
  - Quentin Dolmaire dans Trois souvenirs de ma jeunesse
  - Alban Lenoir dans Un Français
  - Félix Moati dans À trois on y va
  - Harmandeep Palminder dans Bébé tigre

### Meilleur espoir féminin
- Güneş Nezihe Şensoy, Doğa Zeynep Doğuşlu, Elit Işcan, Tuğba Sunguroğlu et Ilayda Akdoğan dans Mustang
  - Golshifteh Farahani dans Les Deux Amis
  - Sara Giraudeau dans Les Bêtises
  - Baya Medhaffar dans À peine j'ouvre les yeux
  - Lou Roy-Lecollinet dans Trois souvenirs de ma jeunesse
  - Sophie Verbeeck dans À trois on y va

### Meilleur scénario
- Fatima – Philippe Faucon
  - La Belle Saison – Catherine Corsini et Laurette Polmanss
  - Trois souvenirs de ma jeunesse – Arnaud Desplechin et Julie Peyr
  - Mustang – Deniz Gamze Ergüven et Alice Winocour
  - Marguerite – Xavier Giannoli
  - 21 nuits avec Pattie – Arnaud et Jean-Marie Larrieu

### Meilleur film francophone
- Much Loved de Nabil Ayouch  Maroc  France
  - À peine j'ouvre les yeux  de Leyla Bouzid  Tunisie  Belgique  France
  - L'Année prochaine de Vania Leturcq  Belgique  France
  - Les Terrasses de Merzak Allouache  Algérie  France
  - Le Tout Nouveau Testament de Jaco Van Dormael  Belgique  France  Luxembourg
  - La Vanité de Lionel Baier  Suisse  France

### Meilleur premier film
- Mustang de Deniz Gamze Ergüven
  - Bébé tigre de Cyprien Vial
  - Les Deux Amis de Louis Garrel
  - Ni le ciel ni la terre de Clément Cogitore
  - La Vie pure de Jeremy Banster
  - Vincent n'a pas d'écailles de Thomas Salvador

### Meilleure image
- David Chizallet pour Mustang, Les Anarchistes et Je suis un soldat
  - Matias Boucard pour L'Affaire SK1
  - Irina Lubtchansky pour Trois souvenirs de ma jeunesse
  - Claire Mathon pour Le Dernier Coup de marteau, Mon roi et Les Deux Amis
  - Arnaud Potier pour Les Cowboys
  - Sylvain Verdet pour Ni le ciel ni la terre

### Meilleure musique
- Grégoire Hetzel pour La Belle Saison et Trois souvenirs de ma jeunesse
  - Bruno Coulais pour Journal d'une femme de chambre
  - Warren Ellis pour Mustang
  - Gesaffelstein pour Maryland
  - Béatrice Thiriet pour L'Astragale
  - Jean-Claude Vannier pour Microbe et Gasoil

### Meilleur documentaire
- Le Bouton de nacre de Patricio Guzmán ex æquo
- L'Image manquante de Rithy Panh ex æquo
  - Demain de Cyril Dion et Mélanie Laurent
  - Human de Yann Arthus-Bertrand
  - Sud eau nord déplacer de Antoine Boutet
  - Nous venons en amis de Hubert Sauper

### Prix Lumières d'honneur
- Isabelle Huppert

## Invitée d'honneur
Isabelle Huppert était l'invitée d'honneur de cette cérémonie. Elle a reçu par trois fois le Lumière de la meilleure actrice : pour son rôle dans La Cérémonie de Claude Chabrol en 1995, pour Merci pour le chocolat du même réalisateur Claude Chabrol en 2001, et pour Gabrielle de Patrice Chéreau en 2006. 
Elle était nommée cette année pour son rôle dans Valley of Love de Guillaume Nicloux.

## Statistiques

### Nominations multiples
| Nombre | Film                           |
| ------ | ------------------------------ |
| 7      | Trois souvenirs de ma jeunesse |
| 6      | Mustang                        |
| 5      | La Belle Saison                |
| 4      | Marguerite                     |
| 4      | Les Deux Amis                  |
| 3      | Mon roi                        |
| 3      | Ni le ciel ni la terre         |
| 2      | Dheepan                        |
| 2      | L'Hermine                      |
| 2      | L'Ombre des femmes             |
| 2      | 21 nuits avec Pattie           |
| 2      | Valley of Love                 |
| 2      | Journal d'une femme de chambre |
| 2      | La Vie pure                    |
| 2      | A peine j'ouvre les yeux       |
| 2      | À trois on y va                |
| 2      | Bébé tigre                     |

### Récompenses multiples
| Nombre | Film                           |
| ------ | ------------------------------ |
| 4      | Mustang                        |
| 2      | Trois souvenirs de ma jeunesse |